# Jörg Lentz
Jörg Lentz (* 8. Februar 1959) ist ein ehemaliger deutscher Fußballspieler, der 1978/79 vom FC Hansa Rostock in der DDR-Oberliga eingesetzt wurde.

## Sportliche Laufbahn
Im DDR-weiten Fußball erschien Lentz bei der Veröffentlichung des Aufgebots für die Mannschaft des FC Hansa Rostock in der Nachwuchsoberliga für die Saison 1978/79. Er wurde auch vom ersten Spieltag an in der Nachwuchsmannschaft als rechter Angreifer eingesetzt und absolvierte bis zum Saisonende 16 von 26 ausgetragenen Spielen, in denen er drei Tore erzielte. Mit 19 Jahren kam Lentz in dieser Spielzeit auch schon in der DDR-Oberliga zum Einsatz. Zwischen dem 9. und dem 13. Spieltag wurde er viermal als Einwechselspieler aufgeboten.
Überraschend tauchte Lentz zur Saison 1979/80 als Neuzugang bei der Betriebssportgemeinschaft (BSG) Post Neubrandenburg in der zweitklassigen DDR-Liga auf. Dort bestritt er die ersten vier Punktspiele der Saison von Beginn an, danach zwei Begegnungen als Einwechselspieler. Im Oktober wurde er von der BSG Post nicht mehr in der DDR-Liga eingesetzt. Da er nicht mehr Mitglied eines Sportklubs war, hatte Lentz keinen Förderstatus mehr und musste von November 1979 an seiner Wehrpflicht nachkommen. Er bekam jedoch die Möglichkeit, bei der Armeesportgemeinschaft (ASG) Vorwärts Neubrandenburg weiterhin Zweitligafußball spielen. Bis zum Oktober 1982 kam Lentz bei der ASG Vorwärts in 56 von 74 DDR-Liga-Spielen als Stürmer zum Einsatz.
Vom November 1982 an spielte er wieder bei Post Neubrandenburg und war dort viele Jahre Stammspieler. Den unten angeführten Quellen nach war Lentz bis zum Ende der Saison 1990/91 bei der Post-Mannschaft aktiv. Danach erschien er nicht mehr in den höherklassigen Fußball-Ligen.